# Mahiedine Mekhissi-Benabbad
Mahiedine Mekhissi-Benabbad (Reims, 15 de marzo de 1985) es un deportista francés de origen argelino que compite en atletismo, especialista en las carreras de mediofondo y de obstáculos.
Participó en tres Juegos Olímpicos de Verano, obteniendo tres medallas en la prueba de 3000 m obstáculos, plata en Pekín 2008 y en Londres 2012 y bronce en Río de Janeiro 2016.
Ganó dos medallas de bronce en el Campeonato Mundial de Atletismo, en los años 2011 y 2013, cinco medallas de oro en el Campeonato Europeo de Atletismo entre los años 2010 y 2018, y una medalla de oro en el Campeonato Europeo de Atletismo en Pista Cubierta de 2013.

## Polémicas
En 2011, en la reunión de Mónaco de la Liga de Diamante, tuvo una pelea con su compatriota Mehdi Baala en la final de los 1500 m, por la que ambos fueron sancionados. Al año siguiente, en el Campeonato Europeo, después de proclamarse campeón empujó hacia al suelo a la mascota, una niña de 14 años que iba a felicitarlo. El incidente conllevó una sanción de 10 meses.
En 2014, después de ganar el oro en el Europeo, fue descalificado por quitarse la camiseta en los últimos metros de la prueba, pasando el oro a Yoann Kowal.

## Palmarés internacional
| Juegos Olímpicos                     | Juegos Olímpicos         | Juegos Olímpicos  | Juegos Olímpicos  |
| Año                                  | Lugar                    | Medalla           | Prueba            |
| ------------------------------------ | ------------------------ | ----------------- | ----------------- |
| 2008                                 | Pekín (China)            | Medalla de plata  | 3000 m obstáculos |
| 2012                                 | Londres (Reino Unido)    | Medalla de plata  | 3000 m obstáculos |
| 2016                                 | Río de Janeiro (Brasil)  | Medalla de bronce | 3000 m obstáculos |
| Campeonato Mundial                   |                          |                   |                   |
| Año                                  | Lugar                    | Medalla           | Prueba            |
| 2011                                 | Daegu (Corea del Sur)    | Medalla de bronce | 3000 m obstáculos |
| 2013                                 | Moscú (Rusia)            | Medalla de bronce | 3000 m obstáculos |
| Campeonato Europeo                   |                          |                   |                   |
| Año                                  | Lugar                    | Medalla           | Prueba            |
| 2010                                 | Barcelona (España)       | Medalla de oro    | 3000 m obstáculos |
| 2012                                 | Helsinki (Finlandia)     | Medalla de oro    | 3000 m obstáculos |
| 2014                                 | Zúrich (Suiza)           | Medalla de oro    | 1500 m            |
| 2016                                 | Ámsterdam (Países Bajos) | Medalla de oro    | 3000 m obstáculos |
| 2018                                 | Berlín (Alemania)        | Medalla de oro    | 3000 m obstáculos |
| Campeonato Europeo en Pista Cubierta |                          |                   |                   |
| Año                                  | Lugar                    | Medalla           | Prueba            |
| 2013                                 | Gotemburgo (Suecia)      | Medalla de oro    | 1500 m            |